# Двадесета влада Николе Пашића
Двадесета влада Николе Пашића је била влада Краљевине Срба, Хрвата и Словенаца која је владала од 6. новембра 1924. до 29. априла 1925. године.

## Историја
После оставке министра морнарице и војске Хаџића због субверзивне пропаганде Стјепана Радића у војсци, Љуба Давидовић је 15. октобра 1924. поднео оставку на захтев круне и влада је пала ван парламента и ако је имала већину. Уследила је дуга парламентарна криза која је окончана образовањем владе од странака Националног блока (радикала и самосталних демократа) са задатком да спроведи Устав и припреми изборе. Трећа влада Пашић−Прибићевић (П.П." влада) није се појавила пред скупштином у којој није имала већину. Краљ је указом 10. новембра 1924. распустио Народну скупштину и расписао изборе за 8. фебруар 1925.
Први кораци Пашићеве владе били су усређени на кориговања мера претходне владе. Већ 13. новембра влада је донела одлуку о ликвидирању Покрајинске управе за Хрватску и Славонију и преношења послова ове управе на области.

### Одлука о распуштању ХРСС
Због изјаве Стјепана Радића датих током његовог боравка у иностранству, приступања ХРСС Сељачкој интернационали, сарадње са ВМРО-ом и систематске пропаганде против војске, Министарски савет је 23. децембра 1924. донео одлуку да се: одмах распусти Хрватска републиканска сељачка странка која је ступањем у Сељачку интернационалу постала саставни део Комунистичке интернационале... забране сви зборови, конференције и сваки рад ове партије као и излажење свих њених публикација књига и новина... најстрожије примене прописа члана 18. Закона о заштити јавне безбедности и поретка у држави... одмах узапте све архиве, новине, публикације и преписка... и хитно преузме кривично поступање према вођству Хрватске републиканске сељачке странке.
Министарски декрет којим се распушта ХРСС објављен је 2. јануара 1925. Стјепан Радић је пронађен 5. јануара 1925. у једној ниши у зиду Хрватског сељачког дома и ухапшен. Приликом хапшења у његовом џепу је пронађен основни корпус деликти − опширан извештај Сељачкој интернационали о стању у Краљевини СХС.

## Чланови владе
| Функција                                                         | Слика            | Име и презиме         | Детаљи                    |
| ---------------------------------------------------------------- | ---------------- | --------------------- | ------------------------- |
| Председник Министарског савета                                   |                  | Никола П. Пашић       |                           |
| Министар иностраних дела                                         |                  | Момчило А. Нинчић     |                           |
| Министар војске и морнарице                                      |                  | Душан Трифуновић      |                           |
| Министар унутрашњих дела                                         |                  | Божидар Ж. Максимовић |                           |
| Министар правде                                                  |                  | Едо Лукинић           |                           |
| Министар просвете                                                |                  | Светозар Прибићевић   |                           |
| Министар финансија                                               |                  | Милан Стојадиновић    |                           |
| Министар грађевина                                               |                  | Никола Т. Узуновић    | до 28.3.1925.             |
| Министар грађевина                                               |                  | Милош Трифуновић      | заступник                 |
| Министар трговине и индустрије                                   |                  | Првислав Грисогоно    | до 27.11.1924.            |
| Министар трговине и индустрије                                   | Ђуро Шурмин      |                       |                           |
| Министар пољопривреде и вода                                     |                  | Крста Љ. Милетић      |                           |
| Министар пошта и телеграфа                                       |                  | Велимир Вукићевић     |                           |
| Министар шума и рудника                                          |                  | Грегор Жерјав         |                           |
| Министар социјалне политике                                      |                  | Славко С. Милетић     | заступник, до 27.11.1924. |
| Министар социјалне политике                                      | Марко С. Ђуричић |                       |                           |
| Министар народног здравља                                        |                  | Славко С. Милетић     |                           |
| Министар вера                                                    |                  | Милош Трифуновић      |                           |
| Министар припреме за Уставотворну скупштину и изједначење закона |                  | Марко С. Ђуричић      | до 27.11.1924.            |
| Министар припреме за Уставотворну скупштину и изједначење закона | Милан Сршкић     |                       |                           |
| Министар припреме за Уставотворну скупштину и изједначење закона |                  | Марко С. Ђуричић      | заступник                 |
| Министар аграрне реформе                                         |                  | Крста Љ. Милетић      | заступник, до 27.11.1924. |
| Министар аграрне реформе                                         | Хинко Кризман    |                       |                           |
| Министар саобраћаја                                              |                  | Андра Станић          |                           |
| Министар без портфеља                                            |                  | Марко Н. Трифковић    | до 28.3.1925.             |
| Министар без портфеља                                            |                  | Мате Дринковић        | од 27.11.1924.            |
| Министар без портфеља                                            |                  | Првислав Грисогоно    | од 27.11.1924.            |